# Brisinga variispina
Brisinga variispina is een zeester uit de familie Brisingidae.
De wetenschappelijke naam van de soort werd in 1905 gepubliceerd door Hubert Ludwig. De beschrijving was gebaseerd op 2 exemplaren die in oktober 1899 tijdens een onderzoekstocht met het schip Albatross waren opgedregd van een diepte van 1470 meter bij de Tuamotuarchipel.